# Evolution of Elevation
Evolution of Elevation är ett studioalbum av den amerikanska rapparen Bizzy Bone. Albumet släpptes den 19 december, 2006.

## Låtlista
| Nr | Namn                         | Gästartist(er)                | Längd |
| -- | ---------------------------- | ----------------------------- | ----- |
| 1  | Intro                        |                               | 1:31  |
| 2  | You Don't Really Wanna Be Me | Aeileon El Nino               | 4:46  |
| 3  | Streets On Fire              | Aeileon El Nino & King Josiah | 3:57  |
| 4  | Bye Bye                      |                               | 4:47  |
| 5  | To The Top                   |                               | 4:42  |
| 6  | Know All About You           |                               | 3:11  |
| 7  | Memories                     | Aeileon El Nino               | 3:51  |
| 8  | My Name Is Byron             |                               | 0:57  |
| 9  | Evolution of Elevation       |                               | 3:15  |
| 10 | The Truth                    |                               | 4:54  |
| 11 | Bye Bye (Remix)              |                               | 4:43  |
| 12 | Still Know All About You     | Tha Realest                   | 3:38  |
| 13 | Outro                        |                               | 1:05  |